# Cristina Ferral
Cristina del Carmen Ferral Montalván (* 16. Februar 1993 in Ciudad Madero) ist eine mexikanische Fußballspielerin, die seit der Saison 2018/19 für UANL Tigres in der Liga MX Femenil spielt.

## Karriere

### Vereine
In Ciudad Madero geboren und in Tampico aufgewachsen, besuchte sie zunächst die in Monterrey ansässige Highschool am Monterrey Institute of Technology und begab sich nach ihrem Abschluss an die University of South Florida für ein Studium im Hauptfach International Business. Während ihrer Studienzeit kam sie für das Sport-Team der Bildungseinrichtung, die Bulls, in 44 Meisterschaftsspielen der American Athletic Conference innerhalb der NCAA Division I, zum Einsatz, in denen ihr drei Tore gelangen.
Nach Mexiko zurückgekehrt, setzte sie ihr Studium am Institut für Technologische und Höhere Studien Monterrey fort und kam in der Spielzeit 2016 für die Frauenfußballmannschaft des Institutes, die Borregos Salvajes, in acht Spielen zum Einsatz, in denen sie fünf Tore erzielte. Mit dem Abschluss ihres Master-Studienganges im Frühjahr 2016 und der Vertragsunterzeichnung mit Olympique Marseille im Juli 2017, begab sie sich alsbald darauf nach Frankreich.
Dort gehörte sie in der Saison 2017/18 dem französischen Erstligisten an. Ihr erstes von sechs Saisonspielen bestritt sie zum Saisonstart am 3. September 2017 im torlos gebliebenen Heimspiel gegen EA Guingamp über 90 Minuten. Ihr letztes Pflichtspiel in der Division 1 Féminine bestritt sie am 10. Dezember 2017 (11. Spieltag) bei der 2:4-Niederlage im Auswärtsspiel gegen AF Rodez.
Nach Mexiko zurückgekehrt, wurde sie von UANL Tigres unter Vertrag genommen. Ihre Premierenspielzeit erfolgte in der Saison 2018/19 mit der Apertura 2018, dem Spielbetrieb in der zweiten Jahreshälfte. Vom 7. August (4. Spieltag) bis zum 13. November (15. Spieltag) wurde sie in ihren ersten zehn Punktspielen eingesetzt. In ihrem ersten Punktspiel erlebte sie den 4:1-Sieg im Auswärtsspiel gegen Santos Laguna, im vierten Spiel am 28. August (7. Spieltag), beim 4:0-Sieg im Heimspiel gegen die Monarcas Morelia – die Frauenfußballmannschaft von Atlético Morelia – gelang ihr mit dem Treffer zum 3:0 in der 73. Minute per Kopf ihr erstes Tor in der seit 2016 bestehenden Liga MX Femenil.

### Nationalmannschaft
Ferral debütierte als Nationalspielerin für den FEMEXFUT in der U17-Nationalmannschaft und kam in acht Länderspielen zum Einsatz. Sie nahm mit ihrer Mannschaft an der altersbezogenen CONCACAF-Meisterschaft in Costa Rica teil und wurde in allen drei Gruppenspielen, im Halbfinale und im Finale berücksichtigt. Im Finale am 21. März 2010 war sie mit ihrer Mannschaft der U17-Nationalmannschaft Kanadas mit 0:1 unterlegen. Am 5., 8. und 12. September 2010 kam sie in allen drei Spielen der Gruppe B bei der in Trinidad und Tobago ausgetragenen Weltmeisterschaft zu Zuge.
Für die U20-Nationalmannschaft bestritt sie zwei Länderspiele bei der Teilnahme ihrer Mannschaft an der in Panama ausgetragenen CONCACAF-Meisterschaft (3:1 vs. Jamaika am 2. März 2012, 0:4 vs. USA am 9. März 2012).
Für die A-Nationalmannschaft, für die sie in bislang 48 Länderspielen zum Einsatz gekommen ist (Stand: 19. Februar 2025) bestritt sie u. a. 19 in Freundschaft ausgetragene Länderspiele, das erste (zugleich ihr Debüt) am 8. Juli 2017 bei der 0:1-Niederlage gegen die Nationalmannschaft Schwedens in Falkenberg, eins im Wettbewerb um den CONCACAF Women’s Gold Cup 2018 (0:6 vs. USA am 5. Oktober), zwei in der Qualifikation (20. Februar und 9. April) für die und zwei in der Endrunde der CONCACAF W Championship 2022 sowie drei im Wettbewerb um den CONCACAF W Gold Cup 2024 und eins in der Qualifikation für diesen (1:0 vs. Trinidad und Tobago), in dem sie in der 40. Minute für das Siegtor verantwortlich zeichnete.
Sie nahm ferner mit ihrer Mannschaft an der Oktober-Ausspielung des Vier-Nationen-Turniers 2017 teil. Bei der 2:3-Niederlage gegen die Nationalmannschaft Chinas am 21. Oktober erzielte sie mit dem Treffer zur zwischenzeitlichen 2:1-Führung ihrer Mannschaft in der 54. Minute auch ihr erstes A-Länderspieltor.
Des Weiteren wurde sie in jeweils drei Spielen im Fußballturnier bei der Teilnahme ihrer Mannschaft an den Zentralamerika- und Karibikspiele 2018 und 2023 berücksichtigt. Beide Male gewann sie mit ihrer Mannschaft das Finale (3:1 vs. Costa Rica am 31. Juli 2018 und 2:1 vs. Venezuela am 8. Juli 2023).

## Erfolge
Nationalmannschaft
- Goldmedaille Fußballturnier Zentralamerika- und Karibikspiele 2018 und 2023
- Finalist U17-CONCACAF-Meisterschaft 2010

UANL Tigres
- Mexikanischer Meister 2018, 2019 (jeweils Clausura), 2022, 2023 (jeweils Apertura)